# Малые Сменки
Малые Сменки — деревня в Сонковском районе Тверской области. Входит в состав Петровского сельского поселения.

## География
Находится в восточной части Тверской области на расстоянии приблизительно 11 км по прямой на север-северо-восток от районного центра поселка Сонково.

## История
Деревня была отмечена еще на карте 1825 года. В 1859 году здесь (деревня Кашинского уезда Тверской губернии) был учтен 21 двор.

## Население
Численность населения: 202 человека (1859 год), 0 как в 2002 году, так и в 2010.